# Andrews Rocks
Die Andrews Rocks sind eine Gruppe von Rifffelsen vor der Südküste Südgeorgiens. Sie liegen 800 m östlich des Kap Parjadin. Auf ihnen findet sich keine Vegetation und sie werden vom Meer überspült.
Ihre Benennung als Andrews Islands geht vermutlich auf Lieutenant Commander John Miller Chaplin (1889–1977) von der Royal Navy zurück, der im Rahmen der britischen Discovery Investigations mit der RRS Discovery im Jahr 1926 Vermessungen in diesem Gebiet unternahm. Der South Georgia Survey nahm in den 1950er Jahren eine Umbenennung vor, um der Natur des geographischen Objekts besser zu entsprechen.